# Zespół Angelmana
Zespół Angelmana, AS (od ang. Angelman syndrome) – genetycznie uwarunkowany zespół spowodowany najczęściej mikrodelecją w regionie 15q11-13.

## Historia

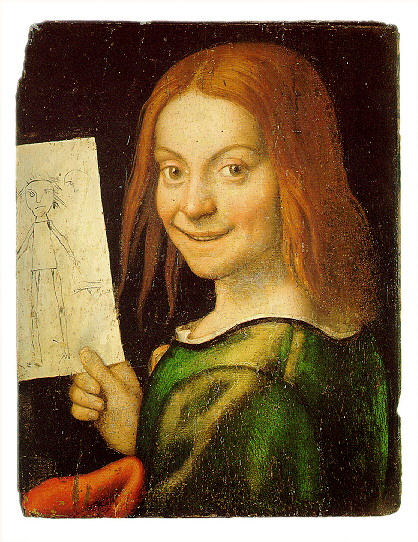
Obraz Giovanniego Franceski Caroto, który zainspirował Harry'ego Angelmana przy opisie choroby

Chorobę opisał jako pierwszy w 1965 roku Harry Angelman, pediatra z Warringtonu. W swojej pracy przedstawił trzech pacjentów, których określił jako „dzieci marionetki” (puppet children). „Zdarzyło mi się zobaczyć obraz (...) zatytułowany (...) Chłopiec z marionetką. Uśmiechnięta twarz chłopca i fakt wykonywania dziwacznych ruchów przez moich pacjentów skłonił mnie do opatrzenia napisanego przeze mnie artykułu tytułem Dzieci marionetki”.

## Etiologia
Zespół Angelmana spowodowany jest delecją regionu 15q11-q13, rzadziej jednorodzicielską disomią chromosomu lub nieprawidłowym imprintingiem. Wiele charakterystycznych cech zespołu Angelmana wynika z utraty funkcji genu UBE3A. Ludzie dziedziczą jedną kopię genu UBE3A od każdego z rodziców, a obie kopie tego genu są aktywne w wielu tkankach organizmu. W pewnych obszarach mózgu jedynie matczyna kopia genu UBE3A jest aktywna. Jeśli kopia genu UBE3A pochodząca od matki została utracona lub jeżeli jest niezdolna do prawidłowego funkcjonowania np. z powodu mutacji, wówczas nie będzie żadnej aktywnej kopii genu w określonych partiach mózgu, co prowadzi do AS. Zaburzenia w ojcowskiej kopii 15q11-13 prowadzą do zespołu Pradera-Williego.

## Objawy i przebieg
Zespół Angelmana charakteryzują głównie objawy neurologiczne: niepełnosprawność intelektualna, ataksja, padaczka (zwykle ujawniająca się przed ukończeniem 3. roku życia), charakterystyczne ruchy przypominające marionetkę i napady śmiechu bez powodu (stąd dawna, zarzucona nazwa zespołu, ang. happy puppet syndrome). Mniej wyrażone są cechy dysmorficzne twarzy, takie jak duże usta (makrostomia), wystający język (glossoptosis), szeroko rozstawione zęby. Tęczówki prawie zawsze mają kolor niebieski. Dzieci z zespołem Angelmana przejawiają różne sensoryzmy, wśród nich częstym jest fascynacja wodą.
Dzieci rodzą się na ogół z ciąży o prawidłowym przebiegu, z masą i długością ciała w normie. Pierwsze objawy nieprawidłowego rozwoju psychoruchowego ujawniają się na ogół pomiędzy 6. a 9. miesiącem życia. W pojedynczych przypadkach rozwój może wydawać się prawidłowy do końca pierwszego roku życia. Podobnie jak w wielu innych zespołach warunkowanych genetycznie, większość dzieci z zespołem Angelmana przejawia znaczne zaburzenia rozwoju mowy. Około 30% dzieci nie mówi, a pozostałe w większości posługują się pojedynczymi wyrazami. Z tego powodu, możliwie jak najwcześniej należy umożliwić dzieciom korzystanie ze specjalnych pomocy pozwalających rozwijać komunikację alternatywną.
Często obserwowana jest także hipopigmentacja skóry, zez, wydatna żuchwa i zaburzenia snu.

## Organizacje pacjentów w Polsce
W 2023 roku powstała w Polsce Fundacja FAST Poland (Foundation for Angelman Syndrome Therapeutics), działająca na rzecz pomocy w dążeniu do osiągnięcia pełnego potencjału rozwojowego chorych, podniesienia jakości życia oraz by wspomóc globalne wysiłki w wynalezieniu transformującej terapii na zespół Angelmana. Obecnie na świecie trwają badania kliniczne nad terapią mającą aktywować ojcowską, zdrową, naturalnie wyciszoną kopię genu UBE3A, oraz badania kliniczne potencjalnych leków mających poprawić przekaźnictwo synaptyczne u osób z ZA.